# Alpin skärbladsmossa
Alpin skärbladsmossa (Paraleucobryum enerve) är en bladmossart som beskrevs av Leopold Loeske 1908. Alpin skärbladsmossa ingår i släktet skärbladsmossor, och familjen Dicranaceae. Arten är reproducerande i Sverige. Inga underarter finns listade i Catalogue of Life.

## Bildgalleri

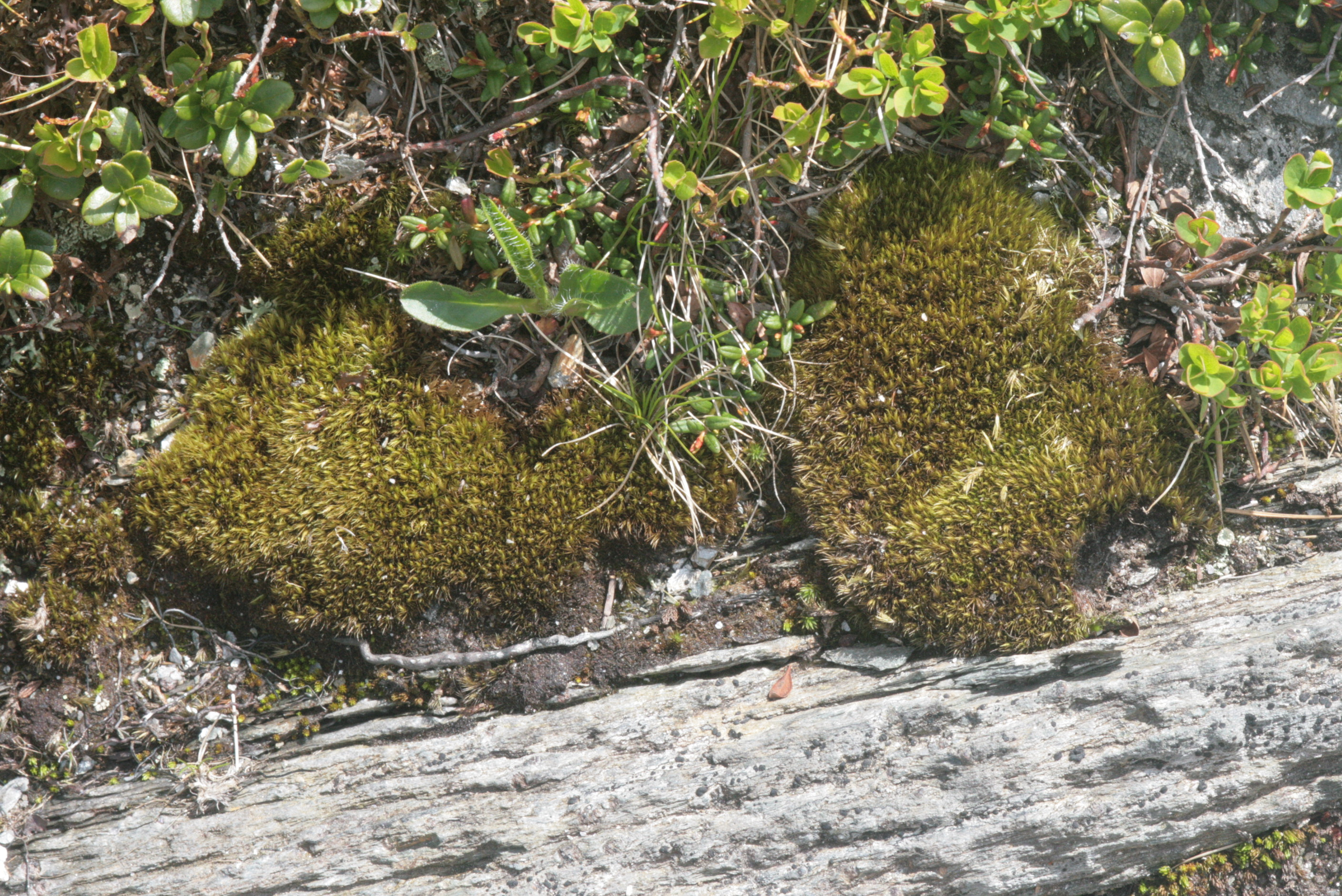
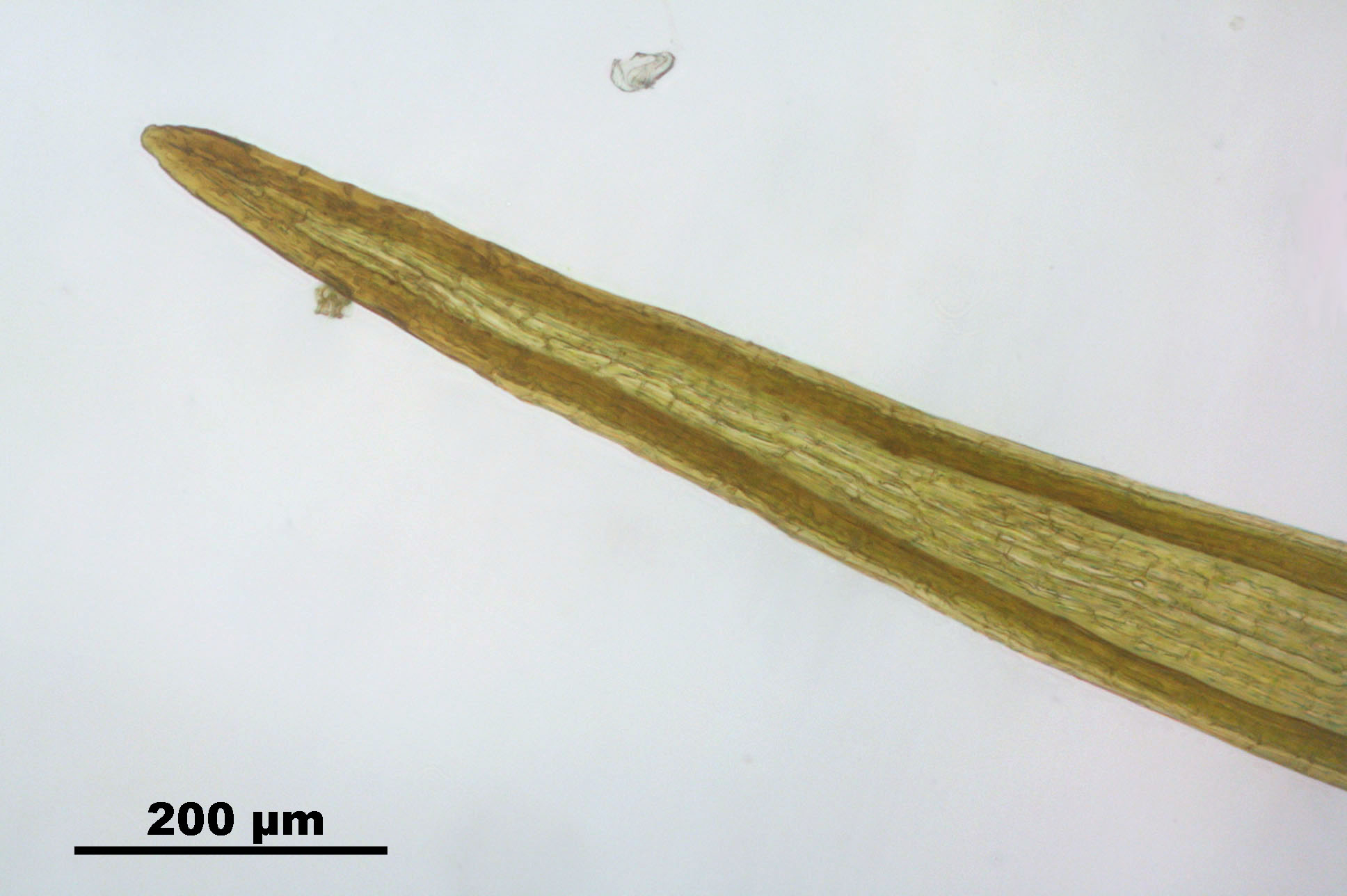
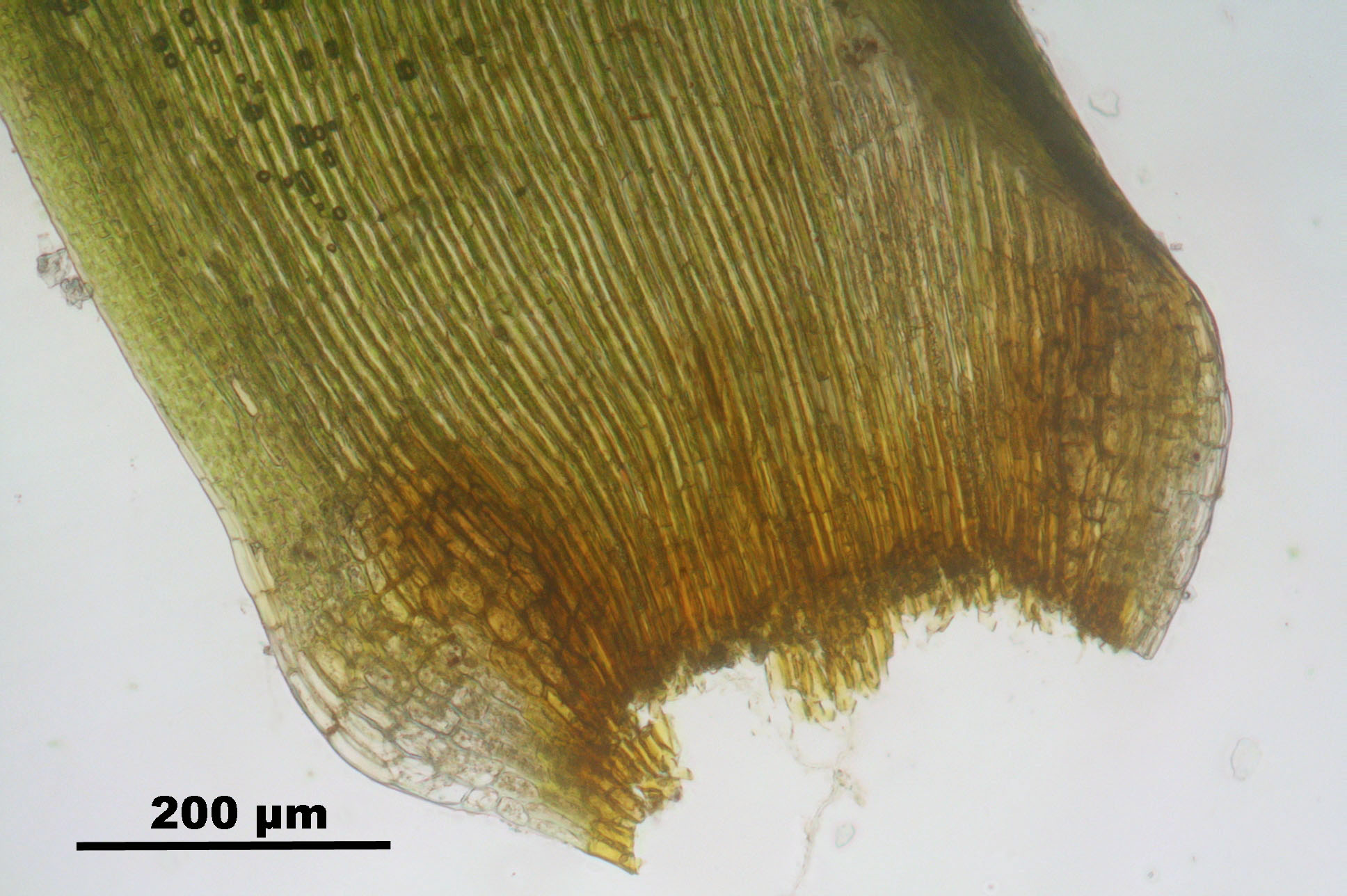